# Stadio Gino Manni
Lo stadio comunale Gino Manni è lo stadio principale di Colle di Val d'Elsa.

## Storia
Nel settembre 1982 il comune di Colle di Val d'Elsa invitò la Fiorentina, allora di proprietà della famiglia Pontello, per inaugurare il nuovo stadio comunale con l'amichevole tra la Colligiana e la società viola  . La Fiorentina è la società alla quale la Colligiana ha donato le proprie maglie in onore della fratellanza tra Colle di Val d'Elsa e Firenze. Il Gino Manni è lo stadio della Colligiana (dal 2020 anche dell'A.S. Gracciano), la squadra di calcio di Colle di Val d'Elsa che, nelle stagioni 2008-09 e 2009-10 ha militato nel campionato di Seconda Divisione Lega Pro. È stato intitolato a Gino Manni, gloria calcistica colligiana, che vanta presenze in serie A degli anni trenta e quaranta e che, più volte ha allenato la locale squadra di calcio, portandola, nel campionato 1957-58 al record europeo di vittorie consecutive. Gino Manni allenò anche altre squadre valdelsane come il Poggibonsi e, essendo uno sportivo valdelsano, rimase affettivamente legato sia alla Colligiana che al Poggibonsi. Dal 2020 lo stadio Gino Manni viene utilizzato anche dall'A.S. Gracciano: società fondata da Renato Pocci e Aldo Grassi nel 1964; il "periodo d'oro" dei gigliati biancoazzurri è quello dal 2008 al 2011 nel quale, sotto la guida del mister Diego Trentacoste e del presidente Michele Ciardiello, la società di San Marziale ha vinto tre campionati, ha conquistato la coppa Toscana di Prima Categoria e grazie al passaggio in Eccellenza ha disputato anche quattro derby, tra coppa e campionato, con la Colligiana durante la stagione 2011-12. 
Ha ospitato diverse partite del Torneo mondiale di calcio di Viareggio ed è stato sede di un ritiro del Torino nel 1992. Vi si è disputata l'edizione 1999 della Supercoppa italiana di calcio femminile. Tutti gli anni è sede del Torneo di calcio dell'Epifania cui partecipano numerose squadre di calcio giovanile.

## Struttura
L'impianto una capienza di oltre 3 000 spettatori. È dotato di una tribuna coperta ed una gradinata scoperta. Sotto la tribuna trovano posto gli uffici della sede della Colligiana, i servizi igienici ed i magazzini. È dotato di pista e di pedane per lo svolgimento di tutte le discipline dell'atletica. Le misure del campo in erba sono quelle canoniche di 105×65 m.
Il complesso sportivo di cui fa parte comprende un campo sussidiario in erba di misure regolamentari dotato di tribuna scoperta, due campi sussidiari in terra vulcanica, tre campi di calcetto in sintetico, di cui uno coperto, una palestra. Tutti gli impianti sono dotati di illuminazione. All'interno dello stadio vi è un bar con ristorante.
Fa parte del complesso sportivo dell'Abbadia, che comprende il Palazzetto dello Sport, la pista coperta di pattinaggio, il campo di golf, l'impianto del tiro a segno, i campi da tennis. Durante la permanenza della squadra di calcio del Siena in Serie A, è stato il campo di allenamento della squadra bianconera.